# Schweizer Rugby-Union-Meisterschaft 2020/21
Die Saison 2020/21 war die 50. Austragung der Schweizer Rugby-Union-Meisterschaft, der vom Schweizerischen Rugbyverband organisierten Meisterschaft der Schweiz in der Sportart Rugby Union.

## Modus
Die Punkte wurden wie folgt verteilt:
- 4 Punkte bei einem Sieg
- 2 Punkte bei einem Unentschieden
- 0 Punkte bei einer Niederlage (vor möglichen Bonuspunkten)
- 1 Bonuspunkt für vier oder mehr Versuche, unabhängig vom Endstand
- 1 Bonuspunkt bei einer Niederlage mit sieben oder weniger Punkten Unterschied
- 1 Minuspunkt nach der dritten roten Karte und nach jeder weiteren roten Karte, ebenso bei einer Forfaitniederlage

## Nationalliga A
In der höchsten Spielklasse, der Nationalliga A, begann die Saison am 11. September 2020. Sie umfasste acht Teams, die in 14 Runden je einmal zuhause und auswärts gegen alle anderen Teams hätten spielen sollen. Als Folge der COVID-19-Pandemie musste die Saison nach nur vier Runden abgebrochen werden und der Schweizerische Rugbyverband entschied sich dazu, wie im Vorjahr keinen Meister auszurufen.

### Teams
Die folgenden acht Teams spielten in der Saison 2020/21 in der Nationalliga A:
| Mannschaft                | Stadion                      | Gemeinde, Kanton                          |
| ------------------------- | ---------------------------- | ----------------------------------------- |
| RC Avusy                  | Stade d’Athenaz              | Avusy, Kanton Genf                        |
| Hermance RRC              | Stade Marius Berthet         | Chens-sur-Léman, Département Haute-Savoie |
| RC Genève Plan-les-Ouates | Centre sportif des Cherpines | Plan-les-Ouates, Kanton Genf              |
| Lausanne UC               | Centre sportif de Dorigny    | Saint-Sulpice, Kanton Waadt               |
| Stade Lausanne RC         | Centre sportif de Chavannes  | Chavannes-près-Renens, Kanton Waadt       |
| Nyon RC                   | Centre sportif de Colovray   | Nyon, Kanton Waadt                        |
| RC Yverdon                | Stade Municipal              | Yverdon-les-Bains, Kanton Waadt           |
| Grasshopper Club Zürich   | Sportanlage Allmend Brunau   | Zürich, Kanton Zürich                     |

### Hauptrunde

#### Tabelle
M = amtierender Meister 
 B = Aufsteiger aus der Nationalliga B
|    | Team                        | Spiele | Siege | Unent. | Ndlg. | Spiel- punkte | Diff. | Bonus- punkte | Minus- punkte | Tabellen- punkte |
| -- | --------------------------- | ------ | ----- | ------ | ----- | ------------- | ----- | ------------- | ------------- | ---------------- |
| 1. | RC Genève Plan-les-Ouates   | 4      | 3     | 0      | 1     | 98:51         | + 47  | 2             |               | 14               |
| 2. | Stade Lausanne RC           | 4      | 2     | 0      | 2     | 89:89         | ± 0   | 3             |               | 11               |
| 3. | Nyon RC (B)                 | 4      | 2     | 0      | 2     | 72:100        | − 28  | 2             |               | 10               |
| 4. | RC Yverdon                  | 3      | 2     | 0      | 1     | 86:35         | + 51  | 2             | − 1           | 9                |
| 5. | Hermance RRC                | 3      | 2     | 0      | 1     | 61:53         | + 8   | 5             |               | 8                |
| 6. | Grasshopper Club Zürich (M) | 3      | 1     | 0      | 2     | 59:65         | − 6   | 1             |               | 5                |
| 7. | RC Avusy                    | 3      | 1     | 0      | 2     | 48:69         | − 21  | 0             |               | 4                |
| 8. | Lausanne UC                 | 2      | 0     | 0      | 2     | 15:66         | − 51  | 1             |               | 1                |

#### Ergebnisse
Die Kreuztabelle stellt die Ergebnisse aller Spiele dieser Saison dar. Die Heimmannschaft ist in der linken Spalte, die Gastmannschaft in der obersten Zeile aufgelistet.
| 2020/21                   | GPO   | GCZ   | HER   | LUC | NYO   | AVU  | SLA   | YVE  |
| ------------------------- | ----- | ----- | ----- | --- | ----- | ---- | ----- | ---- |
| RC Genève Plan-les-Ouates | –     |       |       |     |       | 22:8 | 34:19 | 30:0 |
| Grasshopper Club Zürich   |       | –     |       |     |       |      | 21:16 |      |
| Hermance RRC              |       | 23:14 | –     |     |       |      |       |      |
| Lausanne UC               |       |       | 15:22 | –   |       |      |       |      |
| Nyon RC                   | 24:12 | 26:24 |       |     | –     |      |       |      |
| RC Avusy                  |       |       |       |     | 22:17 | –    |       |      |
| Stade Lausanne RC         |       |       | 24:16 |     | 30:18 | –    |       |      |
| RC Yverdon                |       |       |       |     | 44:0  | 42:5 |       | –    |

## Nationalliga B
Die zweithöchste Spielklasse, die Nationalliga B, umfasste ebenfalls acht Teams. Nachdem ein Teil der vierten Runde ausgetragen worden war, musste die Saison pandemiebedingt abgebrochen werden. Es gab weder Auf- noch Absteiger.
|    | Team                 | Spiele | Siege | Unent. | Ndlg. | Spiel- punkte | Diff. | Bonus- punkte | Tabellen- punkte |
| -- | -------------------- | ------ | ----- | ------ | ----- | ------------- | ----- | ------------- | ---------------- |
| 1. | RC Lugano            | 3      | 3     | 0      | 0     | 135:29        | + 106 | 2             | 14               |
| 2. | RC Winterthur        | 2      | 2     | 0      | 0     | 50:33         | + 17  | 2             | 10               |
| 3. | RC La Chaux-de-Fonds | 3      | 2     | 0      | 1     | 84:73         | + 11  | 2             | 10               |
| 4. | RC Fribourg          | 4      | 2     | 0      | 2     | 88:55         | + 33  | 2             | 10               |
| 5. | OC Monthey           | 4      | 2     | 0      | 2     | 77:84         | − 7   | 1             | 9                |
| 6. | RFC Basel            | 3      | 1     | 0      | 2     | 43:48         | − 5   | 3             | 7                |
| 7. | RC CERN              | 3      | 1     | 0      | 2     | 85:119        | − 34  | 2             | 6                |
| 8. | Rugby Union Zürich   | 4      | 0     | 0      | 4     | 38:159        | − 121 | 0             | 0                |